# OnCodines Trail
L'OnCodines trail és una cursa per equips que recorre diversos municipis del Vallès Oriental i el Moianès. És una activitat esportiva solidària que recull donacions per a la Fundació OncoVallès. La primera edició es va celebrar el 21 de març del 2020 i va consistir a córrer 70 kilòmetres o caminar-ne 55.
La segona edició es va celebrar el 2 d'abril del 2022, hi van participar 83 equips i es van recollir 80.000 €. El 15 d'abril del 2023 es va celebrar la tercera edició amb uns 130 equips, recaptant més de 130.000 €, a més de celebrar-se una versió infantil, el 4 de març, la Petita OnCodines. La quarta edició es va celebrar el 13 d'abril del 2024, amb rècord de participació de 227 equips, 1300 persones i 200.744 € de recaptació, i tres recorreguts diferents. La cinquena edició, celebrada el 5 d'abril del 2025, va tornar a batre un rècord de recaptació amb més de 257.000€ i la participació de 293 equips.
Lluís Vilalta i Jordi Franquesa, promotors d'OnCodines trail, van rebre el premi Vallesans de l'any 2021 com a organitzadors de la cursa.